# Circonscription d'Abyi Adi
La circonscription d'Abyi Adi est une des 38 circonscriptions législatives de l'État fédéré du Tigré, elle se situe dans la Zone sud-est. Son représentant actuel est Tadele Asefa Gebremaryam.